# Anna Mortimerová
Anna Mortimerová (27. prosince 1388 – asi 22. září 1411) byla středověká anglická šlechtična, která se stala předchůdkyní královského rodu Yorků, jedné ze stran dynastických válek růží v patnáctém století. Byla to její rodová linie, která dala Yorkům nárok na trůn. Anna byla matkou Richarda, vévody z Yorku, a tedy babičkou králů Eduarda IV. a Richarda III., a prababičkou Eduarda V.